# Homicides de Timothy Russell et de Malissa Williams
Les décès par balle de Timothy Russell et Malissa Williams, deux sans-abri afro-américains, se sont produits à East Cleveland en Ohio le 29 novembre 2012. Ils ont fait suite à une poursuite policière de 22 minutes qui a commencé dans le centre-ville de Cleveland. Treize policiers ont tiré sur Russell et Williams 137 fois alors qu’ils étaient dans leur voiture dans le stationnement d’un collège, les tuant tous les deux. En mai 2014, un des policiers impliqués, Michael Brelo, a été accusé de deux homicides volontaires, mais a été acquitté par un juge du comté de Cuyahoga le 23 mai 2015.
Cinq membres de l’état-major de la police ont pour leur part été accusés de manquement au devoir. Leur procès a eu lieu le 27 juillet 2015.
Les familles de Russell et Williams ont déposé une plainte contre la ville de Cleveland et à la suite d'un accord, ils ont reçu 3 millions de dollars en compensations en novembre 2014.
Le 26 janvier 2016, il a été confirmé que six policiers de Cleveland avaient été renvoyés en raison de leur lien avec l’événement. Il s’agit de Michael Brelo, de Wilfredo Diaz, de Brian Sabolik, d’Erin O’Donnell, de Michael Farley et de Chris Ereg.

## Contexte

### Michael Brelo
Michael Brelo (né en 1983-84) est un vétéran de la guerre d’Irak. À son retour chez lui, il est devenu agent correctionnel à Bedford Heights en Ohio. Il a ensuite rejoint le service de police de Cleveland en 2007.

### Timothy Russell et Malissa Williams
Russell avait rencontré Williams au Bishop Cosgrove Center, où ils ont tous deux reçu des repas gratuits. Il vivait au Metropolitan Ministry Center avant sa mort.
Malissa Williams vivait au Norma Herr's Women Center sur Payne Avenue à Cleveland.

## Fusillade
Russell conduisait sa Chevrolet Malibu 1979 bleu clair et Williams était assise sur le siège passager. Un policier en civil a repéré la voiture de Russell dans un secteur connu pour le trafic de drogue. Le policier a vérifié la plaque d’immatriculation, ce qui ne lui a rien appris. Il a ensuite tenté d’arrêter la voiture pour un feu clignotant brulé, mais Russell ne s’est pas arrêté ce qui a provoqué la poursuite policière. La voiture est passée devant deux autres policiers qui ont entendu un bruit qu’ils ont pris pour des coups de feu. Comme aucune arme à feu n’a été trouvée dans le véhicule, le bruit a probablement été causé par un retour de flamme de la voiture.
Selon The Plain Dealer, la poursuite a atteint des vitesses de 100 mph et un total de 62 voitures de police ont été impliquées dans l’événement. Des policiers de Cleveland, East Cleveland, Bratenahl, du département du shérif du comté de Cuyahoga, du Ohio State Highway Patrol et de la Greater Cleveland Regional Transit Authority ont participé à la poursuite.
Après plus de 35 km, Russell a tourné dans le stationnement de l’école Heritage Middle School, située à East Cleveland. Les policiers ont par la suite déclaré qu’ils pensaient avoir vu une arme à feu dans la voiture et que Russell avait l’air de vouloir les écraser. Un premier policier a ouvert le feu, suivi d’autres, tuant les deux occupants. La quantité de coups de feu a amené des agents à penser qu’ils se faisaient tirer dessus depuis le véhicule. En fin de compte, treize officiers ont tiré un total de 137 balles sur la voiture, Michael Brelo a, à lui seul, en a tiré 49. Russell a été atteint 23 fois et Williams 24 fois. Aucune arme n’a été trouvée dans la voiture,,,.

## Poursuite judiciaire
Le 30 mai 2014, un seul des treize agent impliqué, Michael Brelo, a été accusé de deux homicide volontaire en lien avec la fusillade. Il était le seul à avoir continué à tirer même après que les autres aient cessé. Il se serait en fait avancé et après avoir sauté sur le capot aurait encore tiré une quinzaine de coups. Il était passibles d'une peine maximale de 22 ans de prison. Cinq superviseurs ont de leur côté été accusés de manquement à leurs devoirs. Les procureurs ont déclaré que ces actions étaient déraisonnables et avaient dépassé ses fonctions de policier.
Le 23 mai 2015, le juge John P. O'Donnell à déclaré Brelo non coupable des accusations portées contre lui. O'Donnell a déclaré que si Brelo a tiré des coups de feu mortels sur Russell et Williams, d'autres agents l'ont fait aussi.. Le juge l'a également déclaré non coupable d'une accusation moindre d'agression criminelle, affirmant qu'il était justifié d'utiliser une force meurtrière. O'Donnell a lu son verdict de 35 pages devant le tribunal et a déclaré qu'il y avait "au-delà de tout doute raisonnable" ce que l'accusation devait réunir pour faire le faire condamner.
Le 3 juin 2015, un mandat d'arrêt avait été déposé contre Brelo pour une agression présumée le 27 mai sur son frère jumeau, Mark R. Brelo, à Bay Village en Ohio. Les frères se sont rendus le 3 juin, après que Mark, en état d'ébriété, se soit précipité chez un voisin pour lui demander d'appeler le 911 car il était pourchassé et aurait été agressé par Michael.
Le 26 janvier 2016, six policiers (Wilfredo Diaz, Brian Sabolik, Erin O'Donnell, Michael Farley, Chris Ereg et Michael Brelo) ont été congédiés de la police de Cleveland. Leurs syndicat a déclaré qu'il s'efforcerait de faire réintégrer les six agents dans leurs fonctions. Cinq des six policiers ont été réintégrés en octobre 2017, après la décision d'un arbitre en ce sens.

### Enquête fédérale
Le ministère américain de la Justice a annoncé le 24 mai 2015 qu'il ouvrirait une enquête sur la mort de Russell et Williams et examinerait les témoignages et les preuves présentés au procès de Brelo. Cette enquête s'est terminé en janvier 2017.

### Procès pour manquement
Le procès des cinq policiers inculpés par le comté de Cuyahoga pour manquement au devoir a été fixé au 27 juillet 2015. Le 2 juillet 2015, le procureur d'East Cleveland a déposé ses propres accusations de manquement au devoir contre les mêmes cinq officiers, et le comté a rejeté ses accusations le 24 juillet 2015. Les officiers se sont opposés au déplacement du procès à East Cleveland et ont fait appel du rejet. En mai 2016, une cour d'appel de l'Ohio a jugé que le licenciement était abusif mais en avril 2017, la Cour suprême de l'Ohio a annulé et a laissé au juge du tribunal de première instance, William Dawson, le soin de décider où le procès se déroulerait. En octobre 2017, le juge Dawson n'avait pas encore mis l'affaire au rôle.
En mars 2018, deux avocats de la défense ont signalé que les procureurs avaient proposé d'abandonner toutes les charges retenues contre les policiers s'ils payaient des amendes de 5 000 $ chacun. Ils ont décliné l'offre. Le 22 mars 2018, les procureurs ont déposé une requête formelle demandant au tribunal de fixer une date de procès. Les cinq agents ont plaidé non coupables. En juillet 2018, les accusés ont demandé au tribunal de rejeter les charges, arguant que plus de 5 ans et demi s'étaient écoulés depuis la fusillade de 2012 et que donc, il violait leur droit constitutionnel à un procès rapide . Le tribunal a rejeté la requête le 20 septembre ; les avocats de la défense ont annoncé leur intention de faire appel de cette décision.
En janvier 2019, les procureurs ont rejeté toutes les charges retenues contre trois des cinq sergents.
En juillet 2019, l'affaire s'est terminée avec la sergente chargée des officiers impliqués dans l'affaire des « 137 coups de feu » qui a été déclaré non coupables. La Cour municipale d'East Cleveland a confirmé que la sergente Patricia Coleman était non coupable après un long procès de 3 jours, mettant fin à une bataille d'un an. La police de Cleveland continue de recevoir des critiques du public au sujet de l'affaire, affirmant que les actions étaient dues au racisme, car les deux personnes décédés étaient Afro-Américains. Un seul policier, l'agent Michael Brelo, a été accusé après l'incident. Il a tiré 49 des coups de feu mais n'a pas été reconnu coupable d'homicide volontaire. Brelo a été le seul officier à perdre son emploi à la suite de la fusillade.

## Manifestations
Après l'acquittement de Brelo, des manifestations pacifiques et plus violentes se sont produites dans le centre-ville de Cleveland. Elles ont conduit à l'arrestation d'au moins 71 personnes jusqu'au 25 mai. Les personnes arrêtées, elles ont été acusés d'agressions criminelles, d'émeutes et de non-dispersion. Au moins 15 personnes ont été appréhendées par des policiers anti-émeute. Les morts de Russell et Williams sont deux des nombreux meurtres d'Afro-Américains non armés par des policiers qui continuent d'être dénoncés par le mouvement Black Lives Matter,.

## Procès
Les familles de Russell et Williams ont déposé une plainte contre la ville de Cleveland, affirmant qu'elle était responsables de la mort injustifiée des afroaméricains. En novembre 2014, la Ville a versé 3 millions de dollars aux deux familles, qu'elles se sont séparés à parts égales.